# Antonina Makarova
Antonina Makarova, nata Parfenova, Ginsburg per matrimonio, nota anche con lo pseudonimo di Tonka la mitragliera (russo: Антонина Макарова; Syčëvskij rajon, 1920 – Brjansk, 11 agosto 1979), è stata una criminale di guerra russa che ha collaborato con la Germania nazista durante la seconda guerra mondiale.
Dal 1942 al 1943 ha giustiziato centinaia di partigiani sovietici, insieme ai loro familiari, con la mitragliatrice. Makarova fu catturata dal KGB sovietico nel 1976 e giustiziata tre anni dopo per i crimini di guerra da lei compiuti.

## Biografia

### Primi anni
Antonina Makarova nacque in un piccolo villaggio nella regione del Syčëvskij Uezd, nel Governatorato di Smolensk, come Antonina Parfenova. Il suo primo giorno di scuola, il nome di Parfenova fu registrato come Makarova, dal nome di suo padre Makar. In seguito studiò a Mosca e, allo scoppio della seconda guerra mondiale, si unì all'Armata Rossa come infermiera volontaria. Makarova seguì anche dei corsi per imparare a usare la mitragliatrice.

### Collaborazione con la Germania nazista
Nell'autunno del 1941 Makarova restò separata dalle truppe. Tre mesi dopo, nel gennaio 1942, fu reclutata dalle autorità locali presso la città di Lokot', all'epoca capitale dell'Autonomia di Lokot, uno stato collaborazionista istituito dai nazisti nella zona di occupazione in Russia nell'ottobre 1941. Fu assunta come mitragliere: il suo compito era quello di giustiziare i prigionieri di guerra e i partigiani russi, comprese le loro famiglie. Di solito le veniva ordinato di giustiziare gruppi di 27 persone, cioè il numero di prigionieri che il carcere poteva contenere. La sera trascorreva il tempo con gli ufficiali tedeschi, insieme ad altre donne del posto che lavoravano come prostitute. Nell'estate del 1943 i tedeschi scoprirono che la Makarova e le altre donne avevano contratto una malattia a trasmissione sessuale e furono portate in ospedale.

### Nel dopoguerra
Quando l'Armata Rossa entrò nella regione di Lokot', vennero trovati i resti di circa 1 500 persone. Le truppe sovietiche catturarono e uccisero molti collaboratori nazisti, ma la Makarova si trovava in un ospedale dietro le linee tedesche e scampò a questa sorte. 
Nel 1945 sposò un veterano di guerra russo di nome Viktor Ginsburg, di origine ebrea e la cui famiglia era stata assassinata  dai tedeschi e dai collaborazionisti sovietici durante la guerra. In seguito si stabilirono a Lepiel, nella Bielorussia sovietica, ed ebbero due figlie. La famiglia visse come rispettati cittadini, godendo di tutti i privilegi concessi ai veterani di guerra.

## Processo ed esecuzione
Il KGB lasciò in sospeso il processo per molti anni, non riuscendo a trovare la "giusta" Antonina Makarova. Nel 1976 un ufficiale dell'esercito sovietico di nome Parfenov, mentre stava registrando alcuni documenti dei suoi parenti per ottenere un visto, scoprì che tutti i componenti della sua famiglia avevano il cognome Parfenov, tranne uno: una donna di nome Antonina Makarova (Ginsburg dopo il matrimonio). Successivamente fu riconosciuta da diversi testimoni che avevano conosciuto Makarova durante la guerra. Il KGB la arrestò e, dopo il processo, la corte la condannò alla pena capitale nel novembre 1978. 
Antonina Makarova fu giustiziata per fucilazione l'11 agosto 1979. Fu una delle sole tre donne legalmente giustiziate dall'Unione Sovietica dopo la morte di Stalin.